# Paul Kessany
Paul Ulrich Kessany est un footballeur gabonais né le 16 mars 1985 à Lambaréné. Il évolue au poste de milieu de terrain.